# (243458) Bubulina
(243458) Bubulina est un astéroïde de la ceinture principale.

## Description
(243458) Bubulina est un astéroïde de la ceinture principale. Il fut découvert le 31 août 2009 à Skylive par Fabrizio Tozzi et Mauro Graziani. Il présente une orbite caractérisée par un demi-grand axe de 2,38 UA, une excentricité de 0,28 et une inclinaison de 12,5° par rapport à l'écliptique.

## Compléments